# 1865 au Canada
Pour un article plus général, voir Chronologie du Canada.
Cet article traite des événements qui se sont produits durant l'année 1865 au Canada.

## Événements

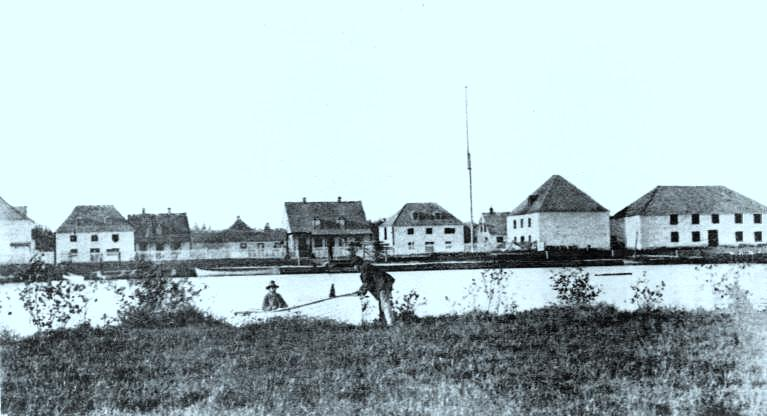
Fort William en 1865 qui allait devenir Thunder Bay.

### Politique
- Albert James Smith devient premier ministre de la colonie du Nouveau-Brunswick.

- 10 mars : adoption du projet de confédération au Canada par 91 voix contre 33. Le premier ministre Étienne-Paschal Taché, détenant la majorité à l’Assemblée, s’assure de son adoption.

### Économie
- Fondation de la Sun Life Financial.

### Culture

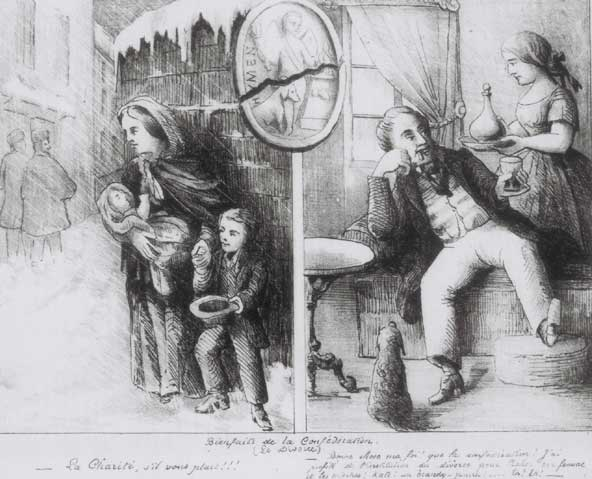
Caricature sur les Bienfaits de la Confédération - Charles-Henri Moreau qui cherche plutôt à dénigrer la confédération à venir.

- Janvier : Première sortie du journal hebdomadaire de Le Perroquet qui prend position contre le projet de confédération. Il sera publié jusqu'en août.
- Roman Une de perdue, deux de trouvées de Georges Boucher de Boucherville.

## Naissances
- 1er janvier : Ludger Alain, (homme politique et homme de loi) († 11 juin 1922)
- 31 janvier : Henry George Carroll (Lieutenant-Gouverneur du Québec) († 20 septembre 1939)
- 7 janvier : Sir Lyman Poore Duff, juge en chef de la Cour suprême du Canada.
- 4 février : Délia Tétreault, religieuse et missionnaire.
- 3 août : William Stephen Bullock (politicien) († 13 novembre 1936)
- 10 août : 
  - Joseph-Guillaume-Laurent Forbes, archevêque d'Ottawa.
  - James Wilson Morrice, artiste peintre. († 23 janvier 1924)
- 17 novembre : John Stanley Plaskett, astronome.
- 28 novembre : Louis Dantin, Prêtre-critique.
- Albert Saint-Martin, militant socialiste.

## Décès
- 11 janvier : Jean-Baptiste-Antoine Ferland, historien.
- 27 juillet : Augustin-Norbert Morin, premier ministre du Canada-Uni.
- 30 juillet : Étienne-Paschal Taché, premier ministre du Canada-Uni.
- 27 août : Thomas Chandler Haliburton, auteur et homme politique.